# Green Tree
Green Tree es un borough ubicado en el condado de Allegheny en el estado estadounidense de Pensilvania. En el año 2000 tenía una población de 4719 habitantes y una densidad poblacional de 867.6 personas por km².

## Geografía
Green Tree se encuentra ubicado en las coordenadas 40°24′54″N 80°2′59″O / 40.41500, -80.04972.

## Demografía
Según la Oficina del Censo en 2000 los ingresos medios por hogar en la localidad eran de $54 159 y los ingresos medios por familia eran $63 814. Los hombres tenían unos ingresos medios de $42 304 frente a los $33 438 para las mujeres. La renta per cápita para la localidad era de $27 480. Alrededor del 2.8% de la población estaba por debajo del umbral de pobreza.